# Taylor Landing
Taylor Landing est une ville située au centre du comté de Jefferson , au Texas, aux États-Unis,.

## Démographie
Lors du recensement de 2010, la ville comptait une population de 228 habitants. Elle est estimée, en 2016, à 237 habitants.

### Source de la traduction
- (en) Cet article est partiellement ou en totalité issu de l’article de Wikipédia en anglais intitulé « Taylor Landing, Texas » (voir la liste des auteurs).